# Vanda jennae
Vanda jennae är en orkidéart som beskrevs av P.O'byrne och Jaap J. Vermeulen. Vanda jennae ingår i släktet Vanda och familjen orkidéer.
Artens utbredningsområde är Sulawesi. Inga underarter finns listade i Catalogue of Life.